# Fosterella robertreadii
Fosterella robertreadii är en gräsväxtart som beskrevs av Ibisch, R.Vásquez och J.Peters. Fosterella robertreadii ingår i släktet Fosterella och familjen Bromeliaceae.
Artens utbredningsområde är Peru. Inga underarter finns listade i Catalogue of Life.